# Operació Lleó Marí

Mapa de l'Operació

L'Operació Lleó Marí (en alemany: Unternehmen Seelöwe) va ser un pla alemany per envair la Gran Bretanya durant la Segona Guerra Mundial. La invasió no es va arribar a executar, malgrat que els seus preparatius van ser molt intensos i l'amenaça d'invasió es va manternir força temps, primer per mantenir una pressió psicològica sobre la població i el govern britànics, i posteriorment per encobrir els plans alemanys d'atac contra la Unió Soviètica.

## Inici del pla d'invasió

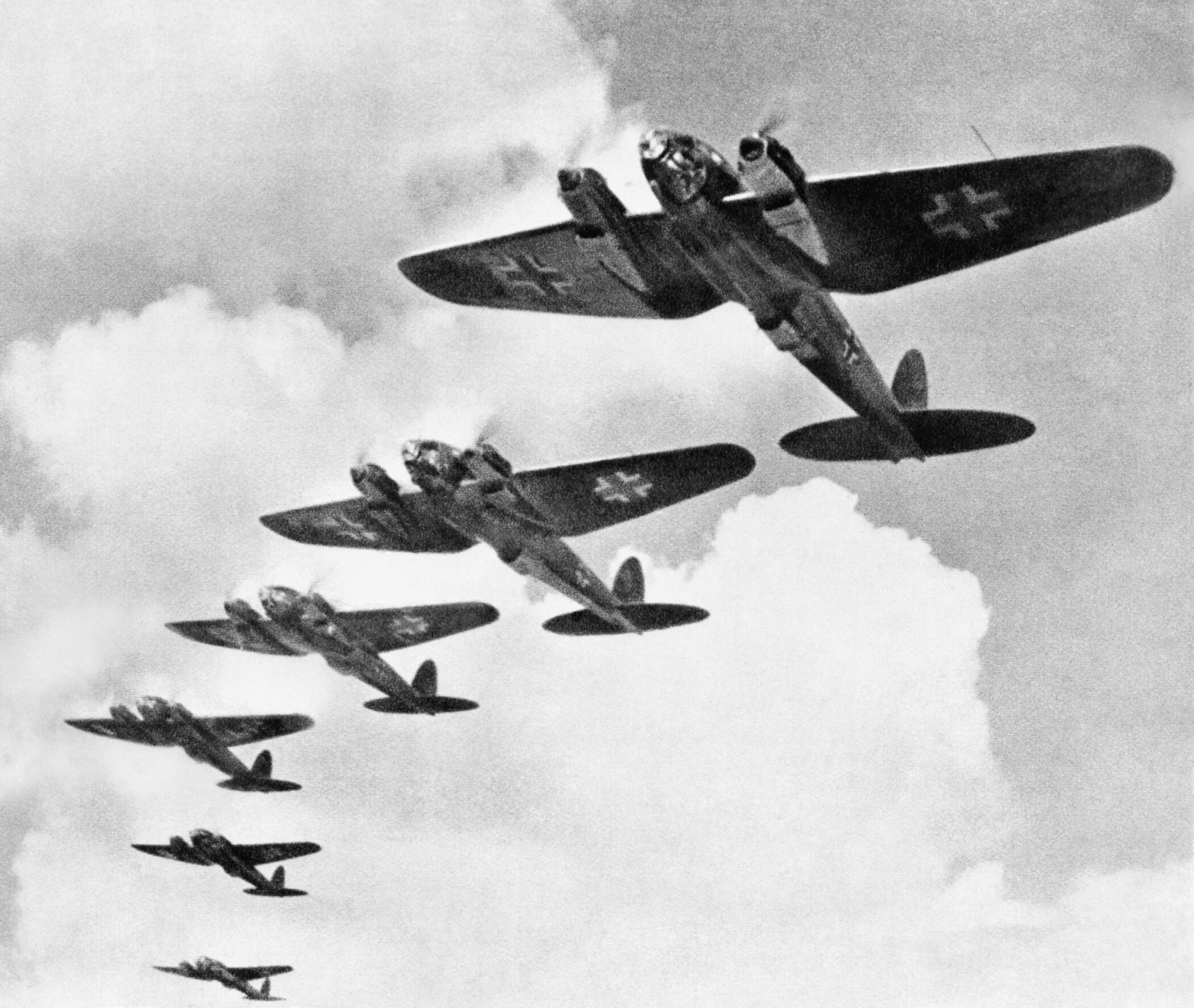
El fracàs de la Luftwaffe en la seva lluita contra la RAF durant la batalla d'Anglaterra va ser un factor clau per a cancel·lar aquesta operació.

Aquest pla va ser mencionat per primera vegada davant Hitler en una reunió del 21 de maig de 1940, tanmateix, la Kriegsmarine ja havia estudiat una invasió el novembre de 1939 (Plan Nord-oest), segons les ordres de l'Almirall Erich Raeder del 15 de novembre de 1939.
Amb l'èxit alemany en les primeres fases de l'Operació Fall Gelb, el Gran Almirall Erich Raeder va plantejar en privat a Hitler la possibilitat d'una invasió, Hitler no hi mostrà un interès particular.

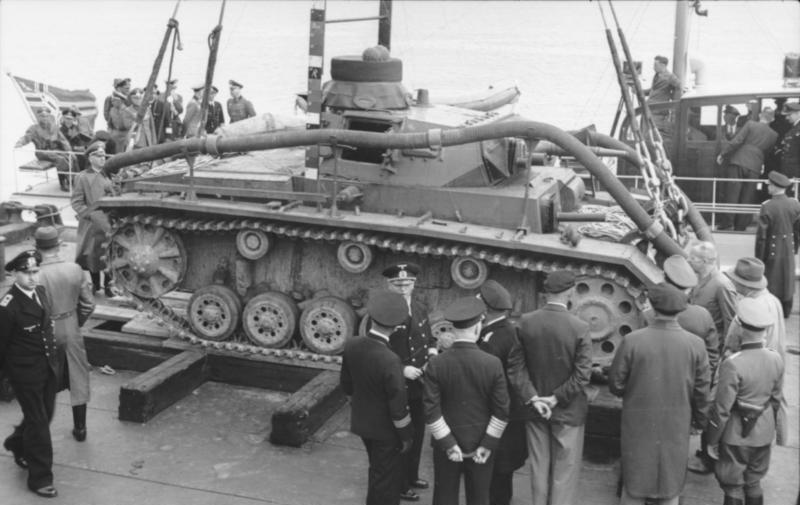
Un dels 54 PzKpfw III preparats per a la invasió.

Només quan va ser evident que el govern britànic no estava disposat a establir negociacions de pau, Hitler, amb moltes reticències, va permetre que s'analitzés i planifiqués l'operació. De forma autònoma, el Contraalmirall Fricke havia elaborat ja el 27 de maig un memorandum sota el nom "Estudi Anglaterra", sobre la base de "Nord-oest", on les zones de desembarcament se situaven o bé entre Portland i Yarmouth, o entre l'estuari del Tàmesi i Newcastle upon Tyne. En aquest període també s'adapten un cert nombre de tancs per a dotar-los de capacitats submergibles.
Per a la invasió es va elaborar la Directiva número 16, de 16 de juliol de 1940. En l'esborrany s'anomenava aquesta Directiva com "Lleó", i sembla que va ser el mateix Hitler qui li va canviar el nom al de Lleó marí La Directiva no considerava cap altra opció que la de creuar el Canal de la Mànega pel seu punt més estret.

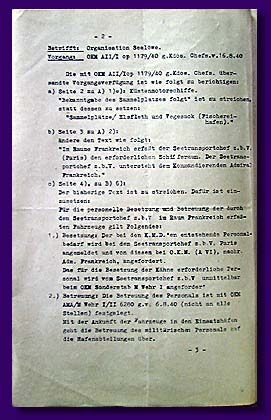
Extracte de la Directiva número 16

Cada branca de l'Exèrcit alemany tenia assignades tasques molt detallades en la Directiva. L'exèrcit de terra havia d'ocupar-se del pla d'operacions de les forces que compondrien la primera onada i les successives. La Marina havia d'ocupar-se de reunir els mitjans necessaris per al transport en els ports d'invasió. Quant a la Luftwaffe, a més de tenir la tasca clau d'eliminar l'amenaça de la RAF, proporcionaria escolta aèria a la flota d'invasió i als combois de subministraments.
Els alemanys esperaven utilitzar un milió de soldats en la conquesta de Gran Bretanya.

## Abandonament del pla

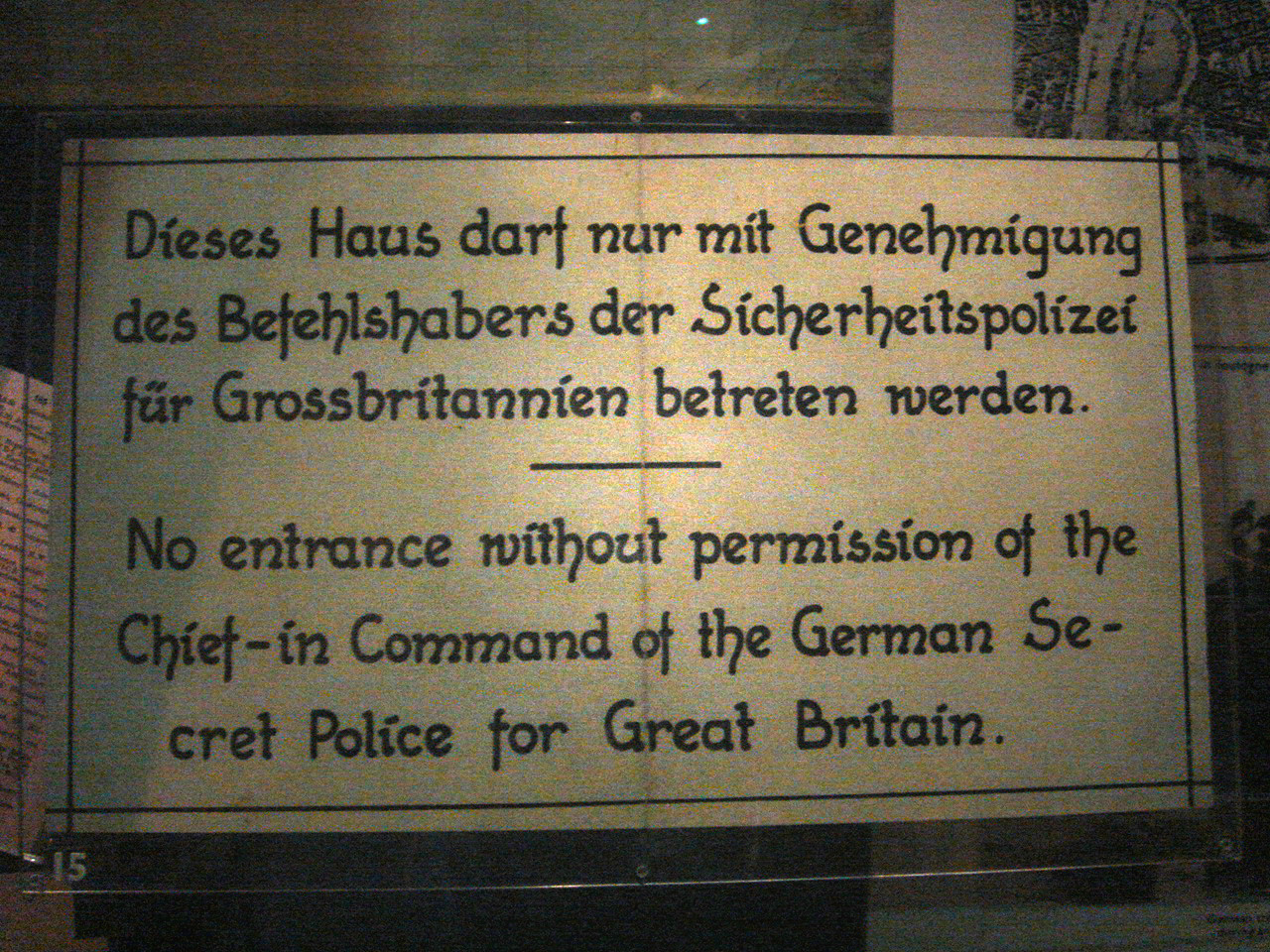
Cartell alemany bilingüe preparat per a la invasió.

Després dels retards el setembre de 1940, el 12 d'octubre el pla es va cancel·lar per una nova Directiva de Hitler.
El desembre de 1940 Hitler va senyalar a Von Brauchitsch que "no considerava ja l'execució del Lleó Marí possible".